# 의회 옴부즈맨
의회 옴부즈맨은 의회에 설치한 옴부즈맨을 말한다. 옴부즈맨은 1909년 스웨덴에 설치된 의회 옴부즈맨이 세계 최초이다. 옴부즈맨은 스웨덴어로 대리인을 뜻한다.

## 스웨덴
1809년 세계 최초의 옴부즈맨이 스웨덴 의회에 설치되었다. 스웨덴은 국제투명성기구가 매년 발표하는 부패지수에서 1위를 하는 나라다.
옴부즈맨은 군사기밀과 성문제 등 개인 사생활과 관련된 일부를 제외하고는 접수되는 모든 민원을 공개한다. 스웨덴 법무부 반부패과 알프 요한슨 검사는 "우리나라에선 뇌물을 받지 않고 편의만 약속해줘도 처벌을 받을 수 있다"고 말한다.

## 핀란드
1919년 핀란드에도 의회 옴부즈맨이 설치되었다. 핀란드는 국제투명성기구가 매년 발표하는 부패지수에서 1위를 하는 나라이다.

## 같이 보기
- 옴부즈맨